# Milaan-San Remo 1985
De 76e editie van de wielerklassieker Milaan-San Remo werd gereden op 16 maart 1985. De wedstrijd werd gewonnen door Hennie Kuiper die aan de finish acht seconden voorsprong had op zijn landgenoot en ploegmaat Teun van Vliet en Silvano Ricco.

## Deelnemersveld
Er kwamen 240 wielrenners aan de start, waarvan er 129 de finish bereikten.
| Deelnemende teams           | Deelnemende teams           |
| --------------------------- | --------------------------- |
| Alpilatte-Olmo              | Malvor-Bottecchia-Vaporella |
| Ariostea                    | Murella-Rossin              |
| Atala-Campagnolo            | Nikon-Van Schilt            |
| Carrera-Inoxpran            | Panasonic                   |
| Cilo-Aufina                 | Peugeot-Shell-Michelin      |
| Del Tongo-Colnago           | Safir-Van De Ven            |
| Dromedario-Laminox-Fibok    | Sammontana-Bianchi          |
| Fagor                       | Santini-Krups               |
| Fanini-Wuhrer               | Skala-Gazelle               |
| Gis Gelati-Trentino Vacanze | Skil-SEM-KAS                |
| Hitachi-Splendor            | Supermercati Brianzoli      |
| Kwantum Hallen-Decosol      | Teka                        |
| La Redoute-Cycles MBK       | Verandalux-Dries            |
| La Vie Claire               | Vini Ricordi-Pinarello      |
| Lotto-Eddy Merckx           | Zor-Gemeaz                  |
| 7-Eleven                    |                             |

## Uitslag
| Milaan–San Remo 1985 |                            |                             |          |
| Plaats               | Naam                       | Ploeg                       | Tijd     |
| Winnaar              | Hennie Kuiper              | Verandalux-Dries            | 7u36'34" |
| 2                    | Teun van Vliet             | Verandalux-Dries            | +8"      |
| 3                    | Silvano Ricco              | Dromedario-Laminox-Fibok    | z.t.     |
| 4                    | Eric Vanderaerden          | Panasonic                   | +11"     |
| 5                    | Giovanni Montovani         | Supermercati Brianzoli      | z.t.     |
| 6                    | Francis Castaing           | Peugeot-Shell-Michelin      | z.t.     |
| 7                    | Sean Kelly                 | Skil-SEM-KAS                | z.t.     |
| 8                    | Urs Freuler                | Atala-Campagnolo            | z.t.     |
| 9                    | Steve Bauer                | La Vie Claire               | z.t.     |
| 10                   | Etienne De Wilde           | Safir-Van De Ven            | z.t.     |
| 11                   | Pierino Gavazzi            | Atala-Campagnolo            | z.t.     |
| 12                   | Fons De Wolf               | Fagor                       | z.t.     |
| 13                   | Ennio Vannoti              | Ariostea                    | z.t.     |
| 14                   | Stefan Mutter              | Carrera-Inoxpran            | z.t.     |
| 15                   | Jozef Lieckens             | Lotto-Eddy Merckx           | z.t.     |
| 16                   | Acácio da Silva            | Malvor-Bottecchia-Vaporella | z.t.     |
| 17                   | Frédéric Vichot            | Skil-SEM-KAS                | z.t.     |
| 18                   | Adrie van der Poel         | Kwantum Hallen-Decosol      | z.t.     |
| 19                   | Stefano Allocchio          | Malvor-Bottecchia-Vaporella | z.t.     |
| 20                   | Jean-Philippe Vandenbrande | Hitachi-Splendor            | z.t.     |

1907 · 1908 · 1909 · 1910 · 1911 · 1912 · 1913 · 1914 · 1915 · 1916 · 1917 · 1918 · 1919 · 1920 · 1921 · 1922 · 1923 · 1924 · 1925 · 1926 · 1927 · 1928 · 1929 · 1930 · 1931 · 1932 · 1933 · 1934 · 1935 · 1936 · 1937 · 1938 · 1939 · 1940 · 1941 · 1942 · 1943 · 1944 · 1945 · 1946 · 1947 · 1948 · 1949 · 1950 · 1951 · 1952 · 1953 · 1954 · 1955 · 1956 · 1957 · 1958 · 1959 · 1960 · 1961 · 1962 · 1963 · 1964 · 1965 · 1966 · 1967 · 1968 · 1969 · 1970 · 1971 · 1972 · 1973 · 1974 · 1975 · 1976 · 1977 · 1978 · 1979 · 1980 · 1981 · 1982 · 1983 · 1984 · 1985 · 1986 · 1987 · 1988 · 1989 · 1990 · 1991 · 1992 · 1993 · 1994 · 1995 · 1996 · 1997 · 1998 · 1999 · 2000 · 2001 · 2002 · 2003 · 2004 · 2005 · 2006 · 2007 · 2008 · 2009 · 2010 · 2011 · 2012 · 2013 · 2014 · 2015 · 2016 · 2017 · 2018 · 2019 · 2020 · 2021 · 2022 · 2023 · 2024 · 2025
Lijst van beklimmingen